# I Wanna (Bob Sinclar)
I Wanna è una canzone del disc jockey francese Bob Sinclar, estratta come primo singolo dall'album Made in Jamaica del 2010. Il brano è stato pubblicato il 29 giugno 2010 e figura il featuring di Sahara e del cantante giamaicano Shaggy.
Nella canzone e nel relativo video partecipa anche il cantante rumeno Costi Ioniță che, con la cantante bulgara Andrea, forma il duo Sahara.

## Tracce
Promo - CD-Single Yellow / N.E.W.S.
1. I Wanna (Radio Edit) - 3:18
2. I Wanna (Reggae Version) - 3:17

The Remixes - 12" Maxi D:vision DV 694
1. I Wanna (Michel Calfan Remix) - 7:13
2. I Wanna (Ludovic Ross, Xavier Maldini & Sylvain Armand Remix) - 7:17

CD-Single Yellow / N.E.W.S. 541416503596 [be] / EAN 5414165035961
1. I Wanna (Radio Edit) - 3:19
2. I Wanna (Reggae Version) - 3:17
3. I Wanna (Extended Mix) - 5:24
4. I Wanna (Michael Calfan Remix) - 7:13

## Classifiche
| Classifica (2010) | Posizione più alta |
| ----------------- | ------------------ |
| Belgio (Fiandre)  | 29                 |
| Belgio (Vallonia) | 24                 |
| Svizzera          | 46                 |
| Paesi Bassi       | 84                 |